# Jawornik Polski

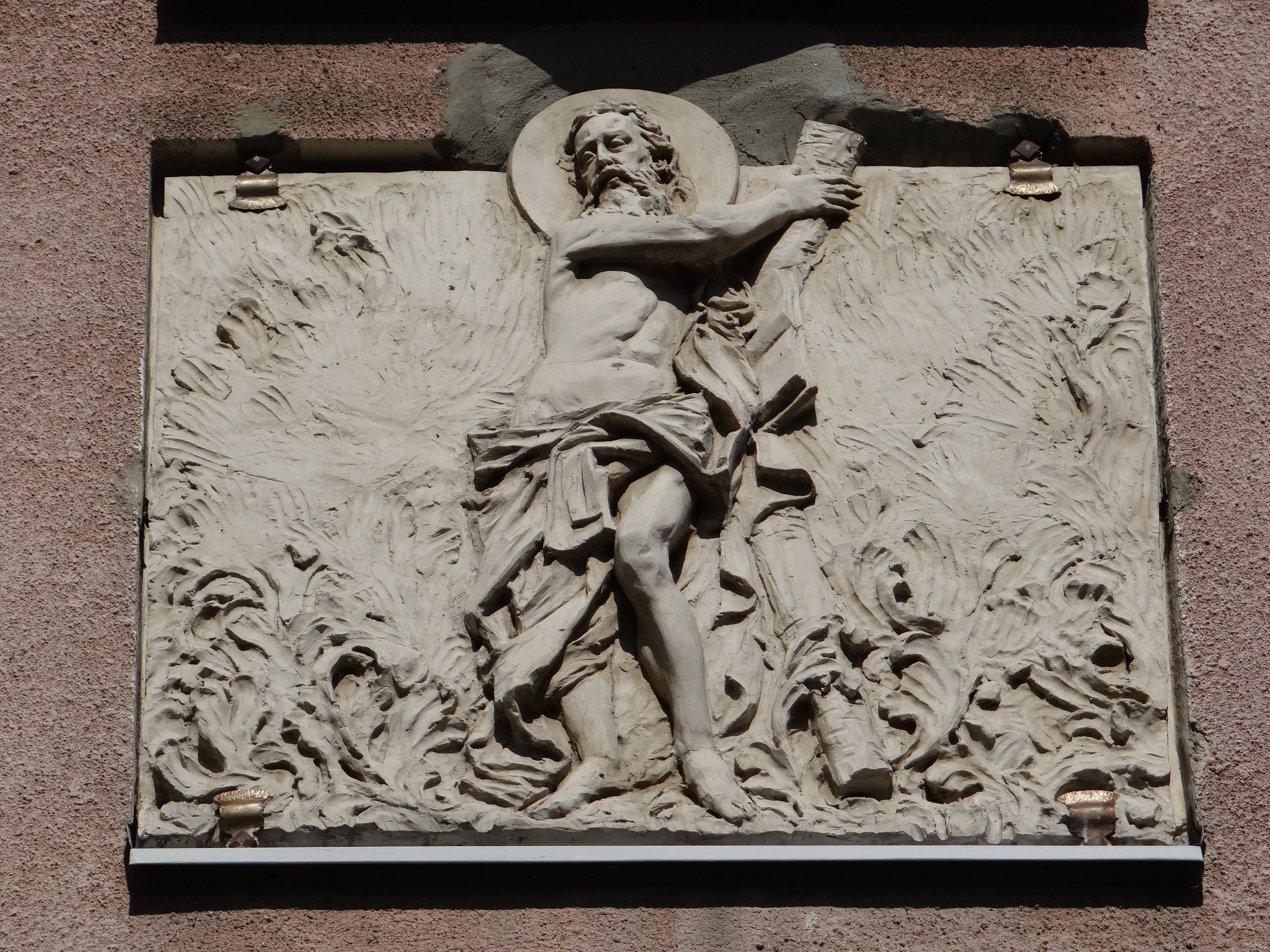
Płaskorzeźba na ścianie kościoła

Jawornik Polski – miasto w Polsce położone w województwie podkarpackim, w powiecie przeworskim, siedziba miejsko-wiejskiej gminy Jawornik Polski oraz rzymskokatolickiej parafii pw. św. Andrzeja Apostoła.
Jawornik uzyskał lokację miejską około 1472 roku. W 1784 roku, pod zaborem austriackim, przekształcony w miasteczko. Po odzyskaniu przez Polskę niepodległości, Jawornik Polski pozostał przy historycznych prawach miasteczka, lecz stanowił wiejską gminą jednostkową w powiecie rzeszowskim w województwie lwowskim W następstwie założeń reformy gminnej w II RP, Jawornik Polski utracił prawa miasteczka 1 sierpnia 1934, wchodząc w skład nowo utworzonej zbiorowej gminy Hyżne, w obrębie której utworzył gromadę (ówczesny odpowiednik sołectwa). W latach 1934–1954 w gminie Hyżne (od 1945 w województwie rzeszowskim), 1954–1972 siedziba gromady Jawornik Polski. 1 stycznia 1973 włączony do powiatu przeworskiego, gdzie został stolicą nowo utworzonej gminy Jawornik Polski. W latach 1975–1998 należał administracyjnie do województwa przemyskiego. 1 stycznia 2024 odzyskał status miasta.
Według danych GUS z 1 stycznia 2024 r. miasto liczyło 1140 mieszkańców, będąc 52. najludniejszym miastem w województwie.

## Części miasta
| SIMC    | Nazwa        | Rodzaj       |
| ------- | ------------ | ------------ |
| 0603916 | Chałupki     | część miasta |
| 0603922 | Dolny Koniec | część miasta |
| 0603939 | Grabnik      | część miasta |
| 0603945 | Kurzy Dział  | część miasta |
| 0603951 | Miasto       | część miasta |
| 0603968 | Młyńska Góra | część miasta |
| 0603974 | Szałaje      | część miasta |
| 0603980 | Zapady       | część miasta |

## Historia
4 kwietnia 1448 r. Małgorzata z Kmitów Mościcowa z Dynowa w spisie odnotowana jest jako właścicielka Jawornika Polskiego i wsi Hyżne, Hadle, Szklary, Harta i Dylągówka. W 1472 r. Jawornik w dokumentach zapisano jako miasto. Jego lokacja nastąpiła w latach 1448–1472. Właścicielami byli głównie Kmitowie z Zamku Sobień. Po śmierci poprzedniego właściciela Jawornika Andrzeja Kmity w 1494 jego córka Nawojka Kmitówna, dziedziczka ojcowskich dóbr, odstąpiła swe prawa stryjecznemu bratu, Piotrowi Kmicie. Wychodziła ona za mąż dwa razy: po raz pierwszy za Piotra Ligęzę (zm. 1543) – kasztelana czechowskiego, z którym się rozwiodła, i po raz drugi za Stanisława Mateusza Stadnickiego (zm. 1563), kasztelana sanockiego. Właśnie drugi mąż zaprotestował przeciw odstąpieniu tych ziem Piotrowi Kmicie. Stadniccy, a zwłaszcza Marcin Stadnicki (syn Stanisława) oraz Michał Zebrzydowski byli kolejno właścicielami Jawornika.
19 marca 1657 r. mieszkańcy przy pomocy oddziałów chłopskich początkowo odpierali najazd około 1000-osobowego oddziału jazdy wojsk Rakoczego, jednak wrogie wojska ostatecznie tu wkroczyły, mordując ludność i paląc gród.
Po śmierci w lutym 1769 r. Jakuba Bronickiego herbu Korwin, jego żona Anna Bronicka z Nowotańca wyszła po raz drugi za mąż, za pułkownika Walentego Górskiego i została właścicielką Jawornika. Walenty Górski był pułkownikiem Wojsk Polskich w Gwardii Koronnej Litewskiej, a także poetą i dramatopisarzem; jego sztuki były grane we Lwowie.
Po śmierci Górskiego od ran w powstaniu 4 lutego 1832 roku, dobra odziedziczył jego syn Stanisław Leonard Górski, powstaniec styczniowy. Anna ponownie wyszła za mąż – za Pińskiego. Po śmierci syna odziedziczyła dobra. Wyrokiem Sądu Obwodowego w Rzeszowie z dnia 4 listopada 1864 roku, z powodu zadłużenia majątku dobra te przejął Leon Kellermann. W 1872 roku właścicielem został Zygmunt Chmielowski.
Podczas okupacji hitlerowskiej w czerwcu 1942 roku Niemcy utworzyli getto dla żydowskich mieszkańców. Przebywało w nim około 400 Żydów. W lipcu 1942 roku zostali oni wywiezieni do getta w Rzeszowie, a stamtąd do obozu zagłady w Bełżcu i tam zamordowani. 

## Zabytki
Według rejestru zabytków NID na listę zabytków wpisane są:
- kościół parafialny pw. św. Andrzeja Apostoła z lat 1838–1839, z XIX i XX-wiecznym wyposażeniem, nr rej.: A-48 z 4.12.2001. Parafię św. Andrzeja Apostoła w Jaworniku Polskim erygowano w roku 1492. Należy do dekanatu Kańczuga[21]. Miała pierwotnie drewnianą świątynię.
  - cmentarz kościelny;
  - plebania z 1917 roku;
  - kaplica grobowa rodziny Górskich, na cmentarzu grzebalnym z 1850 roku;
- dworzec przeworsko-dynowskiej kolejki wąskotorowej, XIX/XX, nr rej.: A-463 z 30.09.1991 (dec.: kolejka wąskotorowa Przeworsk-Dynów)
- suszarnia piasku, XIX/XX, nr rej.: j.w.

Niedaleko miejscowości znajduje się najdłuższy w Europie tunel na trasie kolei wąskotorowej (602 m).
Jawornicka Izba Regionalna mieści się w dawnym budynku zabytkowym z pocz. XX wieku, wybudowanym przez ks. prof. Henryka Roszkowskiego (1878–1946), gdzie wcześniej znajdował się ośrodek zdrowia.

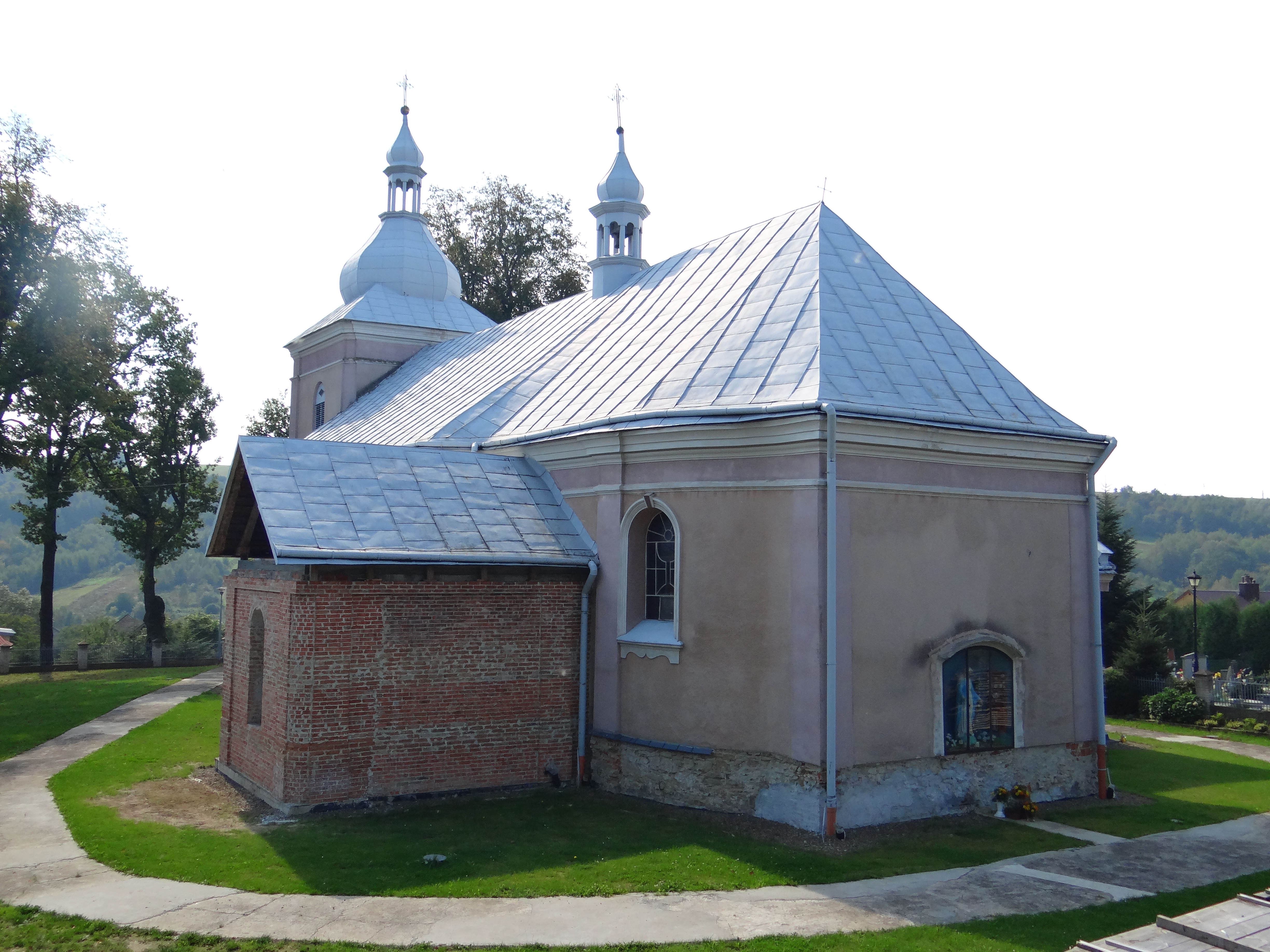
Kościół
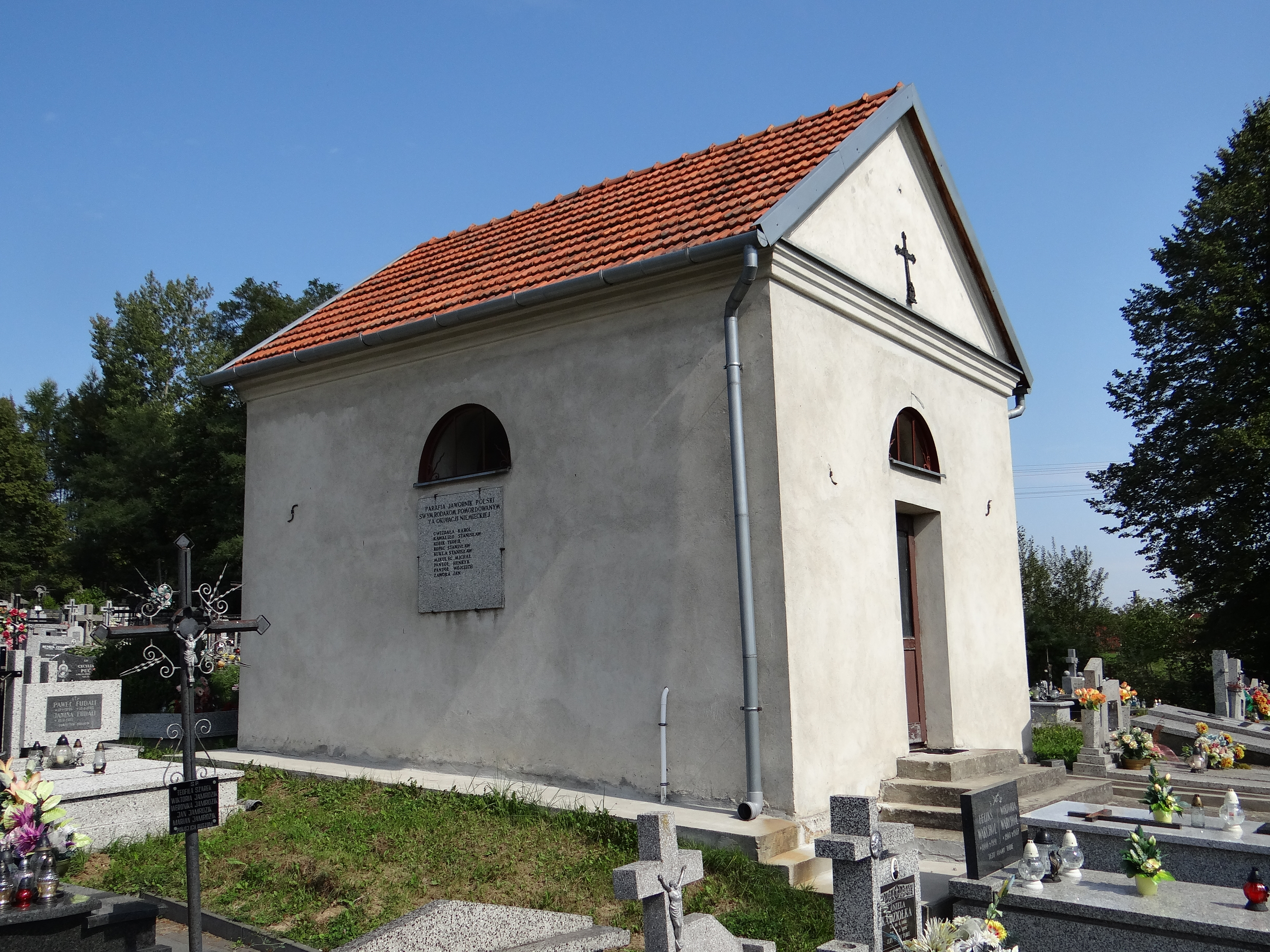
Kaplica grobowa rodziny Górskich
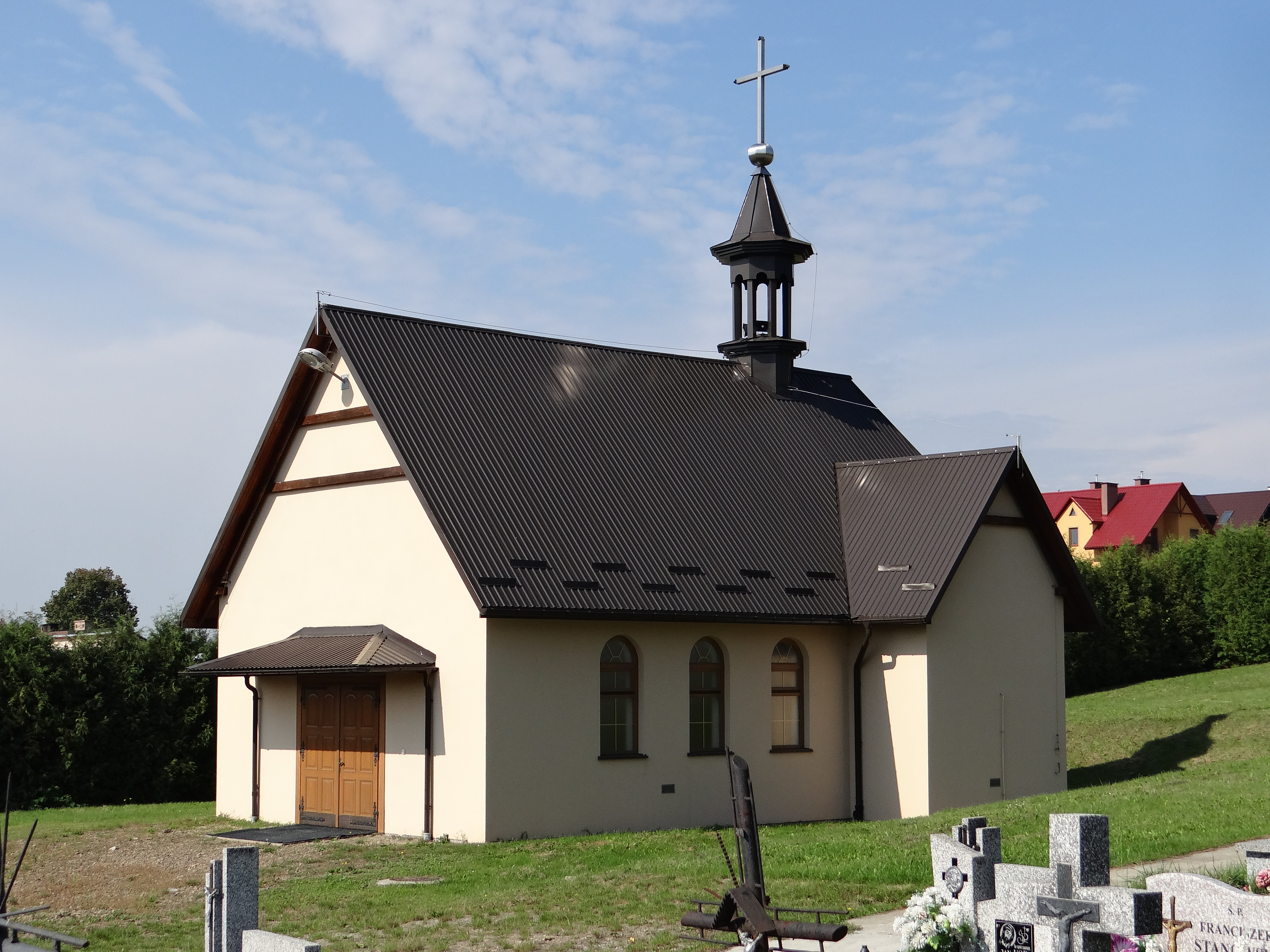
Kaplica cmentarna
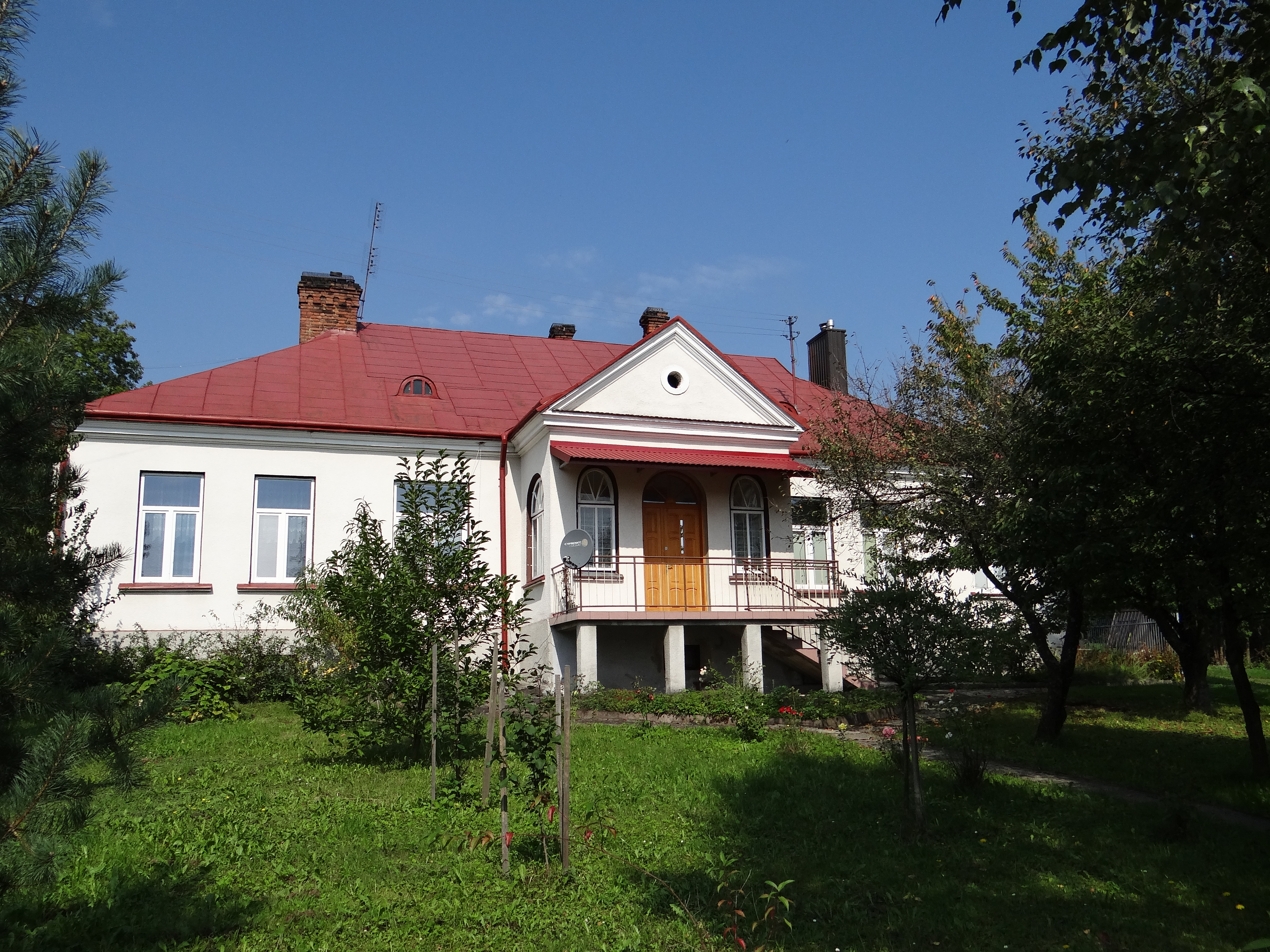
Plebania